# Старе Закшево
Старе Закшево (пол. Stare Zakrzewo) — село в Польщі, у гміні Замбрув Замбровського повіту Підляського воєводства.
Населення — 93 особи (2011).
У 1975-1998 роках село належало до Ломжинського воєводства.

## Демографія
Демографічна структура станом на 31 березня 2011 року:
|          | Загалом | Допрацездатний вік | Працездатний вік | Постпрацездатний вік |
| -------- | ------- | ------------------ | ---------------- | -------------------- |
| Чоловіки | 53      | 16                 | 30               | 7                    |
| Жінки    | 40      | 9                  | 19               | 12                   |
| Разом    | 93      | 25                 | 49               | 19                   |